# Восьмий колір
Восьмий колір — пісня українського музичного гурту «Мотор'ролла» з їх третього студійного альбому «…шо кому не ясно?». Пісня разом із відеокліпом були представлені 29 травня 2005 року.

## Про пісню
Авторкою тексту пісні є Тамара Приймак.
За словами Сергія, музику до цієї пісні він написав у поїзді, коли повертався з Києва у Хмельницький, де в пологовому будинку лежала його дружина.
|                                                 | Подруга Тома Приймак передала мені пачку віршів. А коли я через пів року дістав її, одразу побачив текст „8-ий колір“. На ходу накидав музику, повернувся в Хмельницький та показав пісню хлопцям. |
| — Сергій Присяжний, фронтмен гурту Мотор'ролла, | |

Як розказували музиканти, перед виходом їхнього третього альбому їм була потрібна пісня, яка б прорекламувала альбом, але яка ще не була у ротації на радіо та телебаченні. Саме тоді вони вирішили записати саме цю пісню. Запис цієї композиції тривав всього один день. Аранжування відбувалося у Києві на власній студії учасників гурту «Qarpa», зокрема, разом з Сергієм Присяжним у цьому взяв участь і бас-гітарист «Qarpa» Артур Данієлян.
Презентація пісні відбулася в етері телеканалу М1 29 травня 2005 разом із музичним відеокліпом.

## Переспіви
7 лютого 2019 року на композицію «Восьмий колір» гурт Біла Вежа випустив власну кавер-версію, яка, за словами Сергія Присяжного, «додала нових цікавих барв до цієї відомої композиції, тож тепер, можливо, обидвом гуртам варто замислитись про її спільне виконання». Також гурт Біла Вежа відзняли відеокліп на цю пісню.